# مارشال (واشینگتن)
مارشال، واشینگتن (به انگلیسی: Marshall, Washington) یک جامعه ساکن در محدوده ثبت نشده در ایالات متحده آمریکا است که در شهرستان اسپوکن، واشینگتن واقع شده‌است.

## خصوصیات
مارشال ۶۸۰٫۹۳ متر بالاتر از سطح دریا واقع شده‌است.